# Moj dobryj papa
Moj dobryj papa (russisk: Мой добрый папа) er en sovjetisk spillefilm fra 1970 af Igor Usov.

## Medvirkende
- Aliagha Aghajev
- Sasja Arutjunov som Boba
- Eldar Azimov
- Rafiq Azimov
- Nikolaj Bojarskij som Gosja